# Асылбаш
Асылбаш (кирг. Асылбаш) — село в Сокулукском районе Чуйской области Кыргызстана. Административный центр Асылбашского айылного аймака.

## География
Село расположено в северной части области, к западу от реки Сокулук, на расстоянии приблизительно 9 километров (по прямой) к юго-западу от села Сокулук, административного центра района. Абсолютная высота — 984 метра над уровнем моря.

## Население
Согласно оценочным данным Национального статистического комитета Кыргызской Республики, численность населения села на начало 2023 года составляла 2510 человек.
| год     | 2009 | 2014 | 2015 | 2020 | 2021 | 2023 |
| ------- | ---- | ---- | ---- | ---- | ---- | ---- |
| человек | 2182 | 2413 | 2406 | 2495 | 2545 | 2510 |